# Арібе
Арібе, Аріве (баск. Aribe (офіційна назва), ісп. Arive) — муніципалітет в Іспанії, у складі автономної спільноти Наварра. Населення — 50 осіб (2009).
Муніципалітет розташований на відстані близько 320 км на північний схід від Мадрида, 36 км на північний захід від Памплони.

## Демографія
Динаміка населення (INE ):

## Галерея зображень

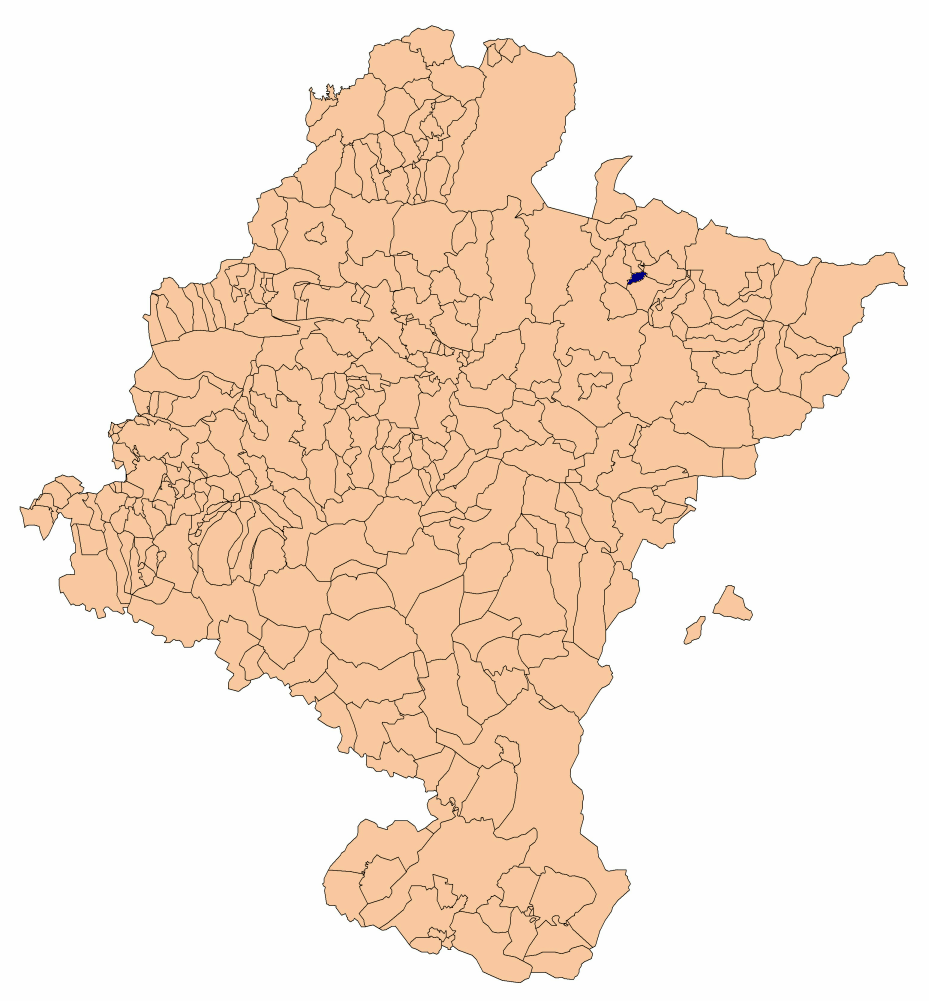
Розташування муніципалітету